# 畢比氏食蚊魚
畢比氏食蚊魚，為輻鰭魚綱鯉齒目鯉齒亞目花鳉科的其中一種，分布於中美洲海地西南部Tiburon半島的淡水流域，體長可達3.3公分，屬於肉食性，生活習性不明。

## 擴展閱讀
維基物種上的相關：畢比氏食蚊魚